# Assassinato de Sara Sharif
Sara Sharif
Nascimento: 11 de janeiro de 2013 em Slough, Berkshire, Inglaterra. 
Morte: 8 de agosto de 2013 em Woking, Surrey, Inglaterra
Causa da morte: morte por lesões múltiplas e extensivas
Pais: Urfan Sharif (pai)
Olga Sharif (mãe)

Parentes: Beinash Batool (madrasta), Faisal Malik (tio)
Sara Sharif, uma menina de 10 anos de idade, foi encontrada morta na residência de sua família em Woking, Surrey, Inglaterra, em 10 de agosto de 2023. Ela havia sofrido diversos ferimentos graves durante um longo período. Três suspeitos fugiram para o Paquistão e foram presos ao retornarem para o Reino Unido. Eles foram acusados de assassinato e permaneceram sob custódia. Em novembro de 2024, o pai de Sara Sharif, Urfan Sharif, admitiu tê-la matado. No dia 11 de dezembro de 2024, Urfan Sharif e sua esposa Beinash Batool foram considerados culpados pelo assassinato de Sara Sharif.

## Sara Sharif
Sara Sharif nasceu no dia 11 de janeiro de 2013 em Slough, em Berkshire. Seu pai era Urfan Sharif, um motorista de táxi paquistanês que havia se mudado para o Reino Unido em 2001. Sua mãe, Olga (seu nome de nascimento era Domin), é polonesa. Em 2009, os dois se casaram e, em 2010, tiveram um filho. O casal se separou em 2015 e, posteriormente, se divorciaram, sendo que os filhos ficaram com Olga. No entanto, em 2019, a custódia dos filhos passou para Urfan, quando, então, eles foram viver em Horsell, em Woking, junto com o pai, sua nova esposa Beinash Batool, os quatro filhos do casal e o irmão de Urfan. Olga, que se opunha à criação dos filhos como muçulmanos, teve pouco contato com as crianças durante o tempo que elas viveram em Woking. Sara já era conhecida pelo serviço social e, em abril de 2023, ela foi tirada da escola primária sob o pretexto de receber a educação em casa, com o fim de encobrir os abusos que estava recebendo de Urfan e Batool.

## Descoberta do corpo e investigação
O corpo de Sara Sharif foi encontrado em sua residência na rua Hammond em Horsell, durante as primeiras horas do dia 10 de agosto de 2023 pelo policial George Van der Wart. A polícia de Surrey identificou Urfan Sharif, sua esposa Beinash Batool e seu irmão Faisal Malik como suspeitos. Todos os três fugiram do Reino Unido para Islamabad, no Paquistão, no dia 9 de agosto, um dia antes do corpo de Sara ter sido encontrado. Urfan Sharif chegou a fazer uma ligação para o 999 do Paquistão, logo após ter chegado em Islamabada com sua esposa, irmão e os cinco filhos. Ele admitiu, "Eu matei minha filha", afirmando, "Não foi minha intenção matá-la, mas eu bati muito nela". Ele disse ao policial que atendeu à ligação que sua inteção era castigá-la, dizendo, "Eu sou um pai cruel".
No dia 15 de agosto de 2023, uma autópsia foi realizada, revelando que ela havia sofrido lesões diversas e severas ao longo de um extenso período de tempo. Durante o julgamento, mais de 70 lesões em Sara foram reveladas: elas incluíam lesões nas costelas, omoplatas, dedos e 11 fraturas na sua coluna; uma perfuração na cabeça, um traumatismo cranioencefálico, queimaduras em suas nádegas causadas por um ferro doméstico, escaldaduras por água quente, lesões por contenção, hematomas causados por objetos contundentes e marcas de mordidas humanas. A causa exata de sua morte permanece indeterminada, mas de acordo com um inquérito, é improvável que tenha sido por causas naturais. O inquérito foi adiado no dia 29 de fevereiro de 2024.

## Caçaca Humana Internacional
As autoridades iniciaram uma busca internacional para localizar os suspeitos. Duas equipes de policias em Jhelum foram ativadas para procurar por Urfan Sharif. Entretanto, não há um acordo de extradição oficial entre o Paquistão e o Reino Unido. A polícia teve que fazer um novo pedido por informação duas semanas após a descoberta do corpo de Sara Sharif, solicitando que, qualquer pessoa que tivesse estado em contato com Sara, que apresentasse informações.
No dia 12 de setembro de 2023, a polícia invadiu a casa do pai de Urfan Sharif em Jhelum, em Punjab, no Paquistão, e recuperou as cinco crianças em boas condições, as quais foram, posteriormente, colocadas sob cuidados especiais. Em 13 de setembro, os três suspeitos foram presos no aeroporto de Gatwick, sob suspeita do assassinato, após desembarcarem de um voo que partiu de Sialcote via Dubai.

## Julgamento
No dia 14 de setembro de 2023, todos os três foram acusados de assassinato, junto com uma acusação adicional por causar ou permitir a morte de uma criança. Eles foram mantidos sob custódia antes da audiência, que aconteceu no dia 15 de setembro, no Tribunal de Magistrados de Guildford. Eles compareceram ao Old Bailey de Londres em 19 de setembro de 2023 por videoconferência. Uma audiência de confissão de culpa foi realizada em dezembro de 2023, no qual todos os três declararam-se inocentes de cada acusação. Assim, eles foram para julgamento em setembro de 2024.
Na audiência que aconteceu em 26 de janeiro de 2024 em Old Bailey, o juiz Mark Lucraft KC determinou uma data provisória para o julgamento em outubro, com a data a ser confirmada numa audiência em fevereiro. Na audiência do dia primeiro de março, foi confirmado que o julgamento iria começar no dia primeiro de outubro.
Em 8 de outubro de 2024, o júri foi empossado no início do julgamento dos três réus em Old Bailey. Em 14 de outubro, o promotor revelou que o pai de Sara havia admitido tê-la matado, quando ligou para o 999 após ter pousado no Paquistão: ele alegou que a havia "punido legalmente" e disse ao operador da linha que "Eu bati nela, não foi minha intenção matá-la, mas eu bati muito nela". Em novembro, ele assumiu "total responsabilidade" pela morte de Sara.
No dia 11 de dezembro de 2024, Urfan Sharif e Batool foram considerados culpados pelo assassinato de Sara. Malik foi considerado inocente pelo assassinato, mas foi considerado culpado por causar ou permitir a morte de uma criança.
No dia 17 de dezembro de 2024, Sharif foi setenciado a prisão perpétua, com pena mínima de 40 anos, enquanto Batool foi setenciada a prisão perpétua, com pena mínima de 33 anos, pelo jurado Sr. Justice Cavanagh, que descreveu os crimes como "uma campanha de tortura" na qual "o grau de crueldade é quase inconcebível". Malik foi setenciado a 16 anos de prisão por causar ou permitir a morte da criança.

## O Ataque
No dia 3 de janeiro de 2025, Sharif teria sido emboscado em sua cela por dois presos, que o atacaram cortando sua garganta com uma tampa de lata de atum. Sharif teria sofrido ferimentos sem risco de vida.